# 지방도 제693호선
지방도 제693호선은 충청남도 천안시 동남구 수신면 고삿재와 병천면 병천시장을 잇는 충청남도의 지방도이다.
2010년에 지방도 제596호선을 통합하였다. 본래 기점은 충청남도 연기군 전동면 전동삼거리였으나 2012년 7월 1일 세종특별자치시가 출범하면서 기존 충청남도 연기군 구간이 지방도 지정에서 해제되었다. 해제된 구간은 세종특별자치시도 제31호선이 되었다.
2017년 7월 7일 구 지방도 제596호선 구간이 지방도 제696호선으로 편입되었다.

## 연혁
- 2003년 2월 20일 : 지방도 노선 폐지 및 재지정으로 총연장이 14.5km에서 14.8km로 변경[1]
- 2010년 9월 : 지방도 제596호선을 통합[2]
- 2012년 7월 1일 : 기점을 천안시 동남구 수신면 백지리로 조정하고 기존 충청남도 연기군 구간은 폐지[3]
- 2017년 7월 7일 : 구 지방도 제596호선 구간이 지방도 제696호선으로 편입[4]

## 주요 경유지
- 천안시
  - 동남구
    - 수신면 고삿재 - 백자리 - 해정리 - 속창교 - 속샘말삼거리 - 수신면 행정복지센터 - 수신초등학교 - 상록리조트, 천안상록CC, 아쿠아피아 - 장산리 - 장산 교차로 - 제2병천교(장산교)
    - 병천면 제2병천교(장산교) - 병천사거리 - 병천시장

### 해제 구간
이 구간은 2012년 7월 1일에 해제되었으며, 해제된 구간은 세종특별자치시도 제31호선이 되었다.
충청남도
- 연기군
  - 전동면 전동삼거리 - 연기노장농공단지 - 제1노장교 - 노장리 - 제2노장교 - 봉대리 - 고삿재

이 구간은 구 지방도 제596호선 구간이며 2017년 7월 7일 지방도 제696호선으로 편입되었다.
충청북도
- 청주시
  - 흥덕구
    - 오창읍 가좌삼거리 - 가좌리 - 백현2교
    - 옥산면 백현2교 - 백현리 - 호죽교 - 호죽삼거리 - 국사리 - 몽단이삼거리 - 몽단이고개 - 옥산중학교 교차로 - 옥산중학교 - 오산리 - 옥산 교차로 - 옥산교

  - 흥덕구 옥산교 - 신촌동 - 청주역사거리 - 서청주 나들목 - 서청주교사거리 - 비하동 - 터미널사거리

## 도로명
충청남도
- 천안시 동남구 수신면 고삿재 ~ 병천면 병천사거리 : 수신로
- 천안시 동남구 병천면 병천사거리 ~ 병천시장 : 아우내순대길